# Hakea auriculata
Hakea auriculata (лат.) — кустарник, вид рода Хакея (Hakea) семейства Протейные (Proteaceae), эндемик Западной Австралии. Красивое растение со сливочно-белыми, жёлтыми, тёмно-красными или красновато-фиолетовыми ароматными цветами.

## Ботаническое описание
Hakea auriculata — плотный прямостоящий кустарник высотой 0,5—2,5 м. Мелкие ветви либо покрыты длинными мягкими волосками, либо гладкие. Гладкие листья яйцевидной формы расширяются по направлению к вершине от 2 до 5,5 см в длину и от 8 до 36 мм в ширину. Листья с зубцами на расстоянии от 1 до 10 мм друг от друга, по 1—7 зубцов с каждой стороны, уже и шире к кончику листа. Листья могут иметь редкое покрытие из спутанных волосков или гладкое. Соцветие состоит из 4—12 розово-кремовых цветков на стебле длиной 2—4,5 мм с короткими или длинными мягкими волосками или гладкие. Цветки появляются в верхних пазухах листьев с июня по октябрь. Зеленовато-белый или розовый околоцветник имеет длину от 2,5 до 4,5 мм. Длина пестика — от 7 до 11 мм. Плоды имеют яйцевидную форму и шире ближе к стеблю, длиной от 15 до 25 мм. Поверхность плода шероховатая с многочисленными изогнутыми шипами, заканчивается плод небольшим тупым клювом. Семена длиной от 17 до 19 мм с широким крылом только с одной стороны.

## Таксономия
Вид Hakea auriculata был описан швейцарским ботаником Карлом Мейсснером в 1855 году в журнале Hooker's Journal of Botany and Kew Garden Miscellany. Видовое название auriculata — от латинского слова auricula, означающего «доля уха» или «маленькое ухо», что относится к форме основания листа.

## Распространение и местообитание
Является эндемиком районов Уитбелт и Средне-Западный Западной Австралии между городами Нортгемптоном и Гингином, где он растёт на песчаных пустошах, среди каменистых холмов и обрывов, иногда над латеритом или гранитом.